# Patriot Act
A USA PATRIOT Act az Egyesült Államok kongresszusa által hozott törvény, amelyet George W. Bush elnök 2001. október 26-án írt alá. A „patriot” szó hazafit jelent, de ebben az esetben egy betűszó is egyben. A teljes cím: "Uniting and Strengthening America by Providing Appropriate Tools Required to Intercept and Obstruct Terrorism Act of 2001"

## Tartalom
A törvény lehetővé teszi a rendfenntartó szervek számára, hogy bírói végzés nélkül figyelhessenek telefonvonalakat, e-maileket, személyes orvosi, pénzügyi és egyéb iratokat, valamint eltöröl több, az országon belüli hírszerzést korlátozó rendszabályt. Kiterjeszti az pénzügyminiszter hatáskörét a pénzügyi tranzakciók ellenőrzésére, kiváltképp a külföldi egyének és szervezetek esetében, és nagyobb szabadságot ad a rendfenntartó szerveknek és a bevándorlási hivatalnak a terrorizmussal gyanúsított bevándorlók letartóztatására és kitoloncolására. A rendelet továbbá meg is változtatta a terrorizmus definícióját úgy, hogy az magában foglalja a belföldi terrorizmust is, ezzel megnövelve azon tevékenységek számát, melyek felderítésére kihasználhatóak az általa nyújtott plusz hatáskörök. Alig másfél hónappal 9/11 után a rendeletet a kongresszus mindkét házában nagy többséggel megszavazták, és mind a Republikánus, mind a Demokrata párt támogatását élvezte.

## Kritika
Sok kritika érte az személyes szabadságjogok megsértésével kapcsolatban. A törvény bírálói többek közt azt kifogásolják, hogy 
meghatározatlan idejű fogva tartást engedélyez külföldiekkel szemben; házkutatásokat a tulajdonos engedélye vagy tudta nélkül; valamint telefon és e-mail megfigyeléseket bírói végzés nélkül. Törvénybe iktatása óta számos pert indítottak ellene, és Szövetségi bíróságok több rendelkezését is alkotmányellenesnek ítélték.

## Fordítás
Ez a szócikk részben vagy egészben  az   USA Patriot Act című angol Wikipédia-szócikk fordításán alapul.  Az eredeti cikk szerkesztőit annak laptörténete sorolja fel. Ez a jelzés csupán a megfogalmazás eredetét és a szerzői jogokat jelzi, nem szolgál a cikkben szereplő információk forrásmegjelöléseként.